# Krisztián Timár
Krisztián Timár (ur. 4 października 1979 w Budapeszcie) – węgierski piłkarz, grający na pozycji obrońcy.

## Kariera klubowa
Timár profesjonalną karierę rozpoczął w budapeszteńskim klubie BKV Előre SC. W 2011 przeniósł się do Videoton FC. W 2003 zdecydował się na wyjazd do Finlandii, został graczem FC Jokerit, po zaledwie kilku miesiącach wrócił jednak do kraju i podpisał umowę z FC Tatabánya. W kolejnych latach był graczem Nyíregyháza Spartacus FC oraz Ferencvárosi TC. W połowie sezonu 2006/2007 zdecydował się na wyjazd do grającego wówczas w drugiej lidze angielskiego klubu Plymouth Argyle. Z przerwą na występy w Oldham Athletic występował z tym zespołem do 2011, grając najpierw w drugiej klasie rozgrywkowej, a po degradacji w trzeciej. W 2012 przeniósł się do Chin, Przez jeden sezon występował w SHB Đà Nẵng, po czym zdecydował się na powrót na Węgry. Zimą 2013 podpisał umowę z BFC Siófok. Karierę kończył w Szeged 2011.

## Kariera reprezentacyjna
W reprezentacji Węgier zadebiutował 26 marca 2008 w towarzyskim meczu przeciwko Słowenii. Na boisku przebywał przez pełne 90 minut.
| Mecze i gole w reprezentacji | Mecze i gole w reprezentacji | Mecze i gole w reprezentacji | Mecze i gole w reprezentacji | Mecze i gole w reprezentacji | Mecze i gole w reprezentacji | Mecze i gole w reprezentacji |
| #                            | Data                         | Stadion                      | Rywal                        | Wynik                        | Gol                          | Rozgrywki                    |
| 2008                         | 2008                         | 2008                         | 2008                         | 2008                         | 2008                         | 2008                         |
| ---------------------------- | ---------------------------- | ---------------------------- | ---------------------------- | ---------------------------- | ---------------------------- | ---------------------------- |
| 1.                           | 26.03.2008                   | Zalaegerszeg, Węgry          | Słowenia                     | 0:1                          | 0                            | towarzyski                   |
| 2.                           | 20.08.2008                   | Budapeszt, Węgry             | Czarnogóra                   | 3:3                          | 0                            | towarzyski                   |
| 2009                         |                              |                              |                              |                              |                              |                              |
| 3.                           | 11.02.2009                   | Ramat Gan, Izrael            | Izrael                       | 0:1                          | 0                            | towarzyski                   |
| 4.                           | 05.09.2009                   | Budapeszt, Węgry             | Szwecja                      | 1:2                          | 0                            | El. MŚ 2010                  |